# Psammogeaya
Psammogeaya is een geslacht van hooiwagens uit de familie Sclerosomatidae.
De wetenschappelijke naam Psammogeaya is voor het eerst geldig gepubliceerd door Mello-Leitão in 1946. 

## Soorten
Psammogeaya is monotypisch en omvat slechts de volgende soort:
- Psammogeaya arenata